# 風

櫻花樹隨風吹動約22米/秒（約合49英里/小時）

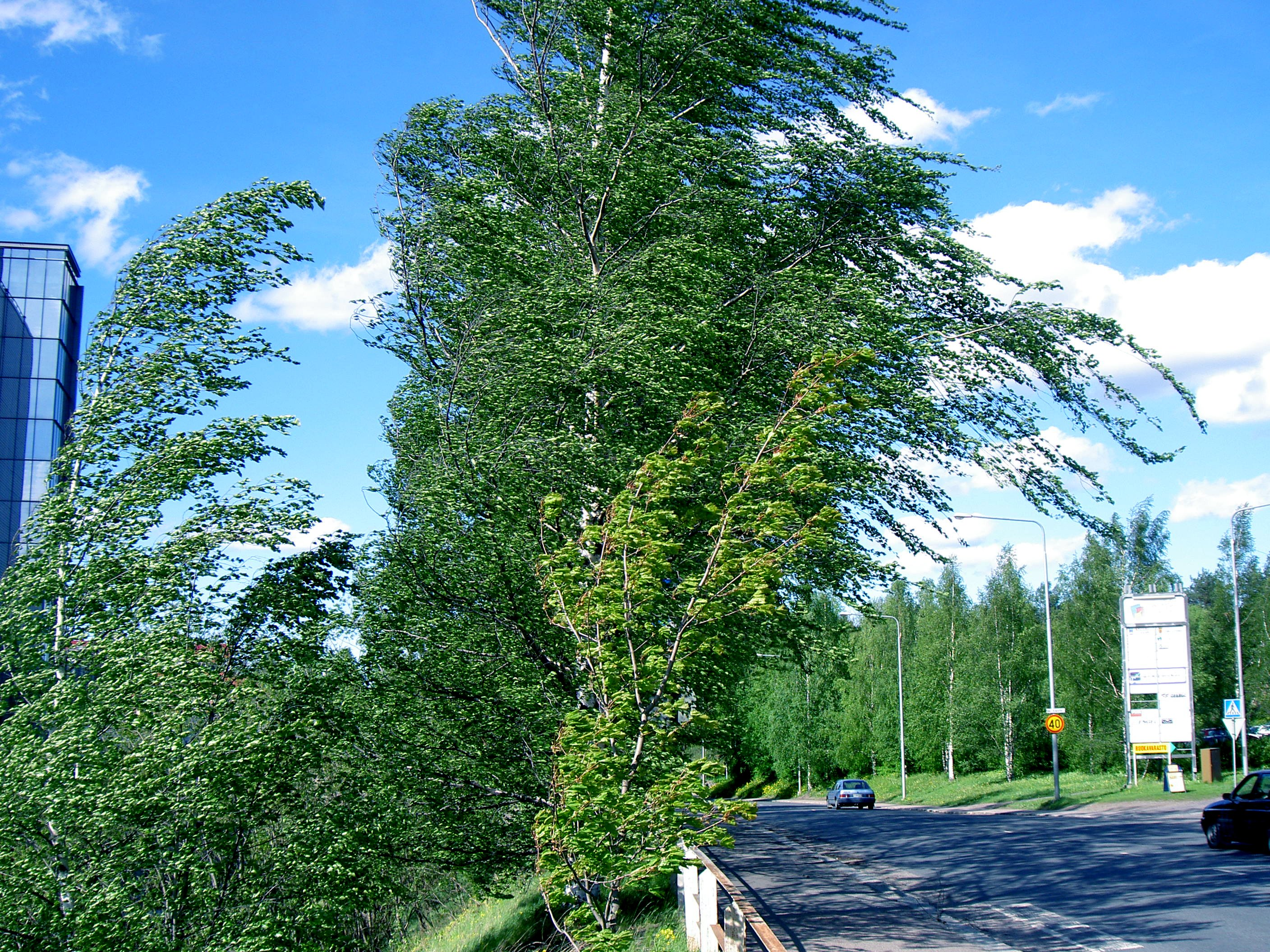
受風力影響的樹木

风是大规模的气体流动现象。在地球上，风是由空气的大范围运动形成的。在外层空间，太阳风是气体或带电粒子从太阳到太空的流动，而行星风则是星球大气层的轻分子经释气作用飘散至太空。风通常可按空间尺度、速度、力度、肇因、产生区域及其影响来划分。在太阳系的海王星和木星上，曾观测到迄今为止于星球上产生的最为强烈的风。
在气象学中，经常用风的強度和风的方向来描述风。短期的高速的风的爆发被稱为阵风。极短时间内（大约1分钟）的强风被称为飑。长时间的风可根据它们的平均强度被称呼不同的名字，比如微风、烈風、暴风、飓风等。风发生的时间范围很大，有只持续几十分钟的雷暴气流，有可持续几小时的因地表加热而产生的局地微风，也有因地球上不同气候区内吸收太阳能量不同而产生的全球性的风。大尺度大氣環流产生的两个主要原因是赤道和极地之间的所受不同的加热，以及行星的旋转（科里奥利效应）。在热带，热低压和高原可以驱动季风环流。在海岸地区，海陆风循环在局地的风中占主要。在有起伏地形的地区，山谷风在局地风中占主要。
在人类文明历史中，风引发了神话，影响过历史，扩展了运输和战争的范围，为机械功，电和娱乐提供了能源。风推动着帆船在地球的大海中航行。热气球利用风可作短途旅行，动力飞行可以利用风来增加升力和减少燃料消耗。一些天气现象引发的风切变区域可以导致航空器处于危险的境况。当风变强时，会毁坏树木和人造建筑。
风还可以通过不同的风成过程（比如沃土的形成，黄土的形成）和侵蚀作用改变地表形态。盛行风可以将大沙漠的黄沙从源头带到很远的地方；粗糙的地形可以将风加速，因为对当地的影响很大，世界上一些区域的和沙尘暴相关的风都有自己的名字。风可以影响野火的蔓延。 很多种植物的种子是依靠风来散布，这些物种的生存和分布受风影响很大。一些飞行类昆虫的种群大小也受风影响。当风和低温同时发生时，对家畜会有不利影响。风还可以影响动物的食物的储存，以及它们的捕猎和自保的策略。

## 成因

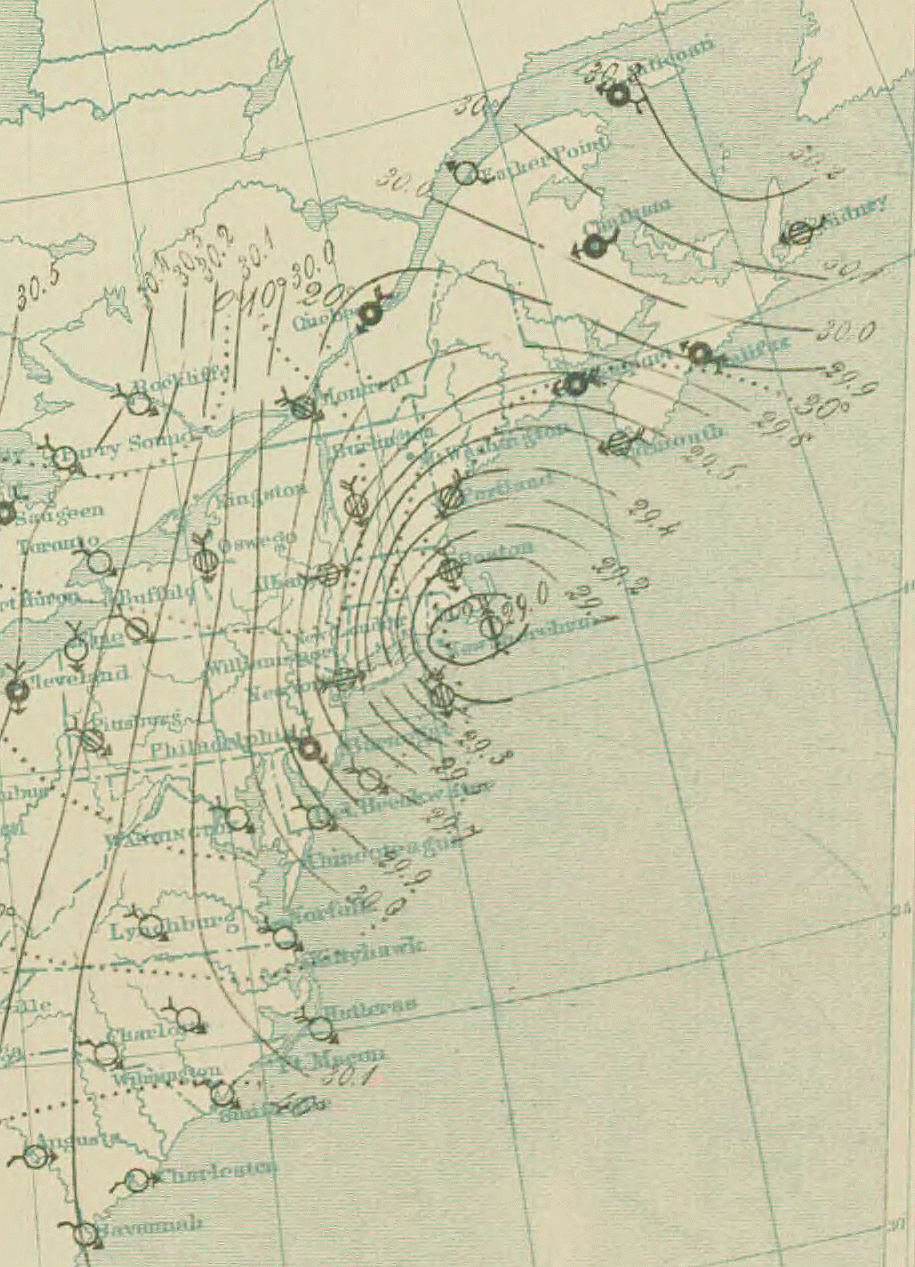
1888年超级暴雪的地面天气分析图。图中等压线较密集的区域表明有较大的风。

风是由气压的差异造成的。当气压差异存在时，空气会从高压区域向低压区域移动，从而产生风速大小不同的风。在一个旋转的星球上，在赤道以外的地方，空气的流动会受到科氏力的影响而产生偏转。就全球而言，大尺度风（大氣環流）的两个主要的驱动因子是赤道和极地之间的加热差异（吸收太阳能量的差异导致了浮力）和星球的旋转。在赤道之外的不受地面摩擦力影响的高空，大尺度的风倾向于达到地转平衡。在地球表面，摩擦力会使得风逐渐变慢。地表摩擦力还会使得更多的风被吹入低压区域。一个新的有争议的理论认为， 森林引起的水汽凝结导致了对森林从海岸沿线吸引潮湿的空气过程的一个正反馈循环，从而产生了气压梯度。
在解构和分析风廓线时会将风描述为物理的力的平衡。这种分析有助于简化大气的运动方程以及构造有关风的水平和垂直的分布的变量。地轉風是科氏力与气压梯度力平衡的结果。它平行于等压线流动，在中纬度地区大致流动在大氣邊界層之上。 热成风是大气中两层地转风的差分。它仅当大气有水平溫度梯度之时存在。非地转风是地转风与真实风之差，它会导致空气逐渐填满气旋。梯度风与地转风相似，但还包括离心力（或向心加速度）。
另有一小眾觀點認為風是由於能量溢散所引起的能量運動現象，大至颱風等由於熱能的交換運動導致，小至人類的揮手產生的風，由於能量(力)的運動而浪費(溢散或消失的功)的部分會化作風力。

## 气象数据

### 风向

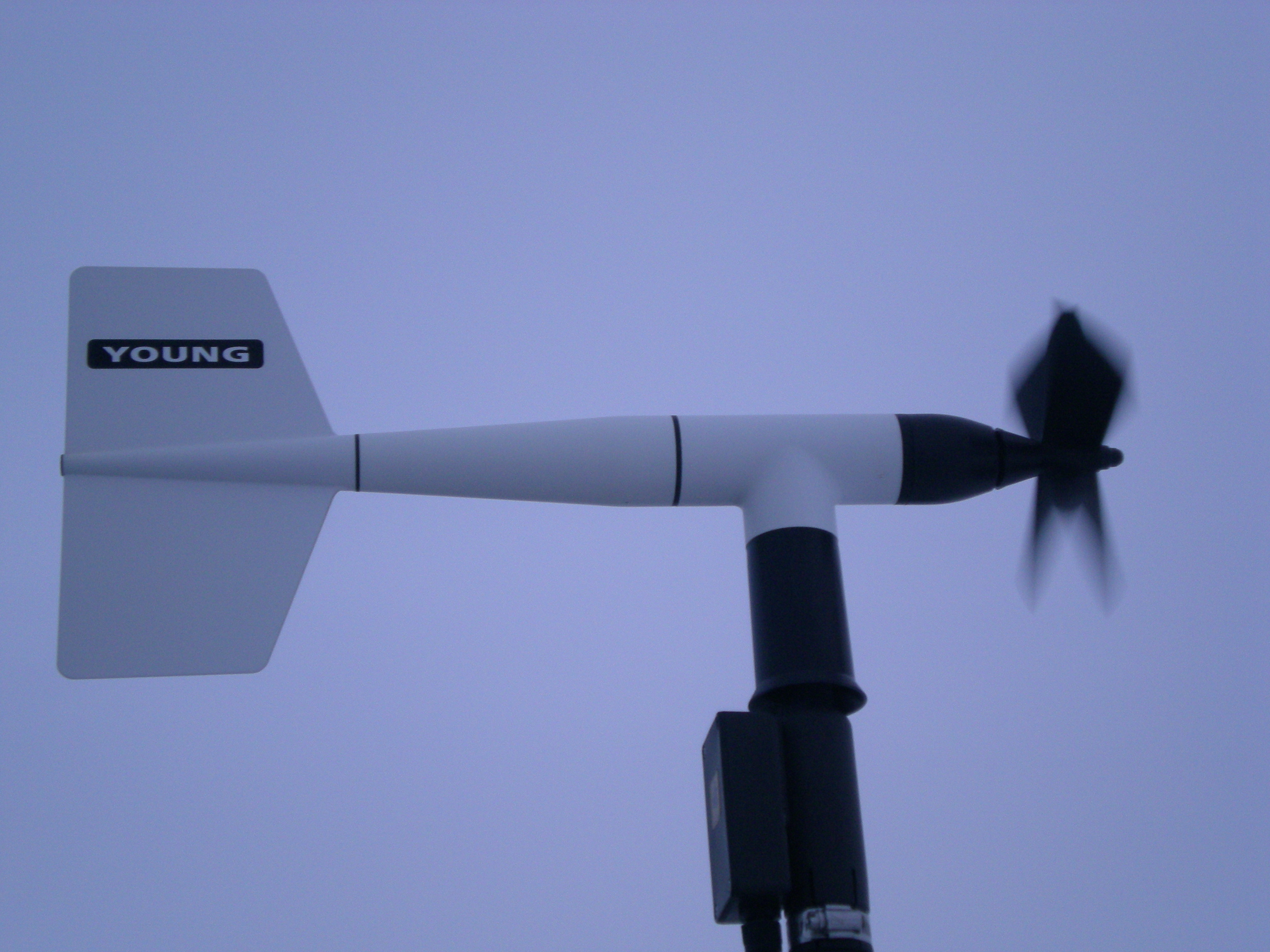
一个风力磨坊式的风速计

风向一般是指风吹来的方向。比如，北风是指从北方吹向南方的風。

### 風的級別

#### 蒲福風級
蒲福風級是英國人弗朗西斯·蒲福（Francis Beaufort）於1805年根據风对地面物体或海面的影響程度而定出的風力等级。按風力強弱，將風力劃分為「0」至「12」，共13個等級，即目前世界氣象組織所建議的分級。到了1950年代，因為發展出更完善的測風儀器，在自然界中可以實際測量出的風力便大大地超過了12級的風力等级，於是就把風力等级由「0」至「12」級擴展至最高的「17」級，即共18個等級。
蒲福氏風級發明的時候是一種依靠觀察海面現象的分級法。各級數根據海情或浪的狀況來劃分，並沒有定明相關連的風速。
一个区域与另一个区域热带旋风风级术语是各有不同的，所以区域性与全球性也不相同。比对列表如下：
| 一般風級 | 一般風級             | 一般風級          | 熱帶氣旋等級（10分鐘平均風速） | 熱帶氣旋等級（10分鐘平均風速） | 熱帶氣旋等級（10分鐘平均風速） | 熱帶氣旋等級（10分鐘平均風速） | 熱帶氣旋等級（10分鐘平均風速） | 熱帶氣旋等級（10分鐘平均風速） | 熱帶氣旋等級（10分鐘平均風速） | 熱帶氣旋等級（10分鐘平均風速） |
| 蒲福风级 | 10分钟平均风速（节） | 對應術語          | 北印度洋 IMD                   | 西南印度洋 MF                  | 澳洲 BOM                       | 西南太平洋 FMS                 | 西北太平洋 JMA                 | 西北太平洋 JTWC                | 东南太平洋& 南大西洋 NHC&CPHC  | 东北太平洋& 北大西洋 NHC&CPHC  |
| -------- | -------------------- | ----------------- | ------------------------------ | ------------------------------ | ------------------------------ | ------------------------------ | ------------------------------ | ------------------------------ | ------------------------------ | ------------------------------ |
| 0        | <1                   |                   | 低氣壓                         | 熱帶擾動                       | 熱帶低區                       | 热带低气压                     | 热带低气压                     | 热带低气压                     | 热带低气压                     | 热带低气压                     |
| 1        | 1–3                  |                   | 低氣壓                         | 熱帶擾動                       | 熱帶低區                       | 热带低气压                     | 热带低气压                     | 热带低气压                     | 热带低气压                     | 热带低气压                     |
| 2        | 4–6                  |                   | 低氣壓                         | 熱帶擾動                       | 熱帶低區                       | 热带低气压                     | 热带低气压                     | 热带低气压                     | 热带低气压                     | 热带低气压                     |
| 3        | 7–10                 |                   | 低氣壓                         | 熱帶擾動                       | 熱帶低區                       | 热带低气压                     | 热带低气压                     | 热带低气压                     | 热带低气压                     | 热带低气压                     |
| 4        | 11–16                |                   | 低氣壓                         | 熱帶擾動                       | 熱帶低區                       | 热带低气压                     | 热带低气压                     | 热带低气压                     | 热带低气压                     | 热带低气压                     |
| 5        | 17–21                |                   | 低氣壓                         | 熱帶擾動                       | 熱帶低區                       | 热带低气压                     | 热带低气压                     | 热带低气压                     | 热带低气压                     | 热带低气压                     |
| 6        | 22–27                |                   | 低氣壓                         | 熱帶擾動                       | 熱帶低區                       | 热带低气压                     | 热带低气压                     | 热带低气压                     | 热带低气压                     | 热带低气压                     |
| 7        | 28–29                |                   | 深度低氣壓                     | 熱帶低氣壓                     | 熱帶低區                       | 热带低气压                     | 热带低气压                     | 热带低气压                     | 热带低气压                     | 热带低气压                     |
| 7        | 30–33                |                   | 深度低氣壓                     | 熱帶低氣壓                     | 熱帶低區                       | 热带低气压                     | 热带低气压                     | 热带低气压                     | 热带低气压                     | 热带低气压                     |
| 8        | 34–40                |                   | 氣旋風暴                       | 中度熱帶風暴                   | 熱帶氣旋 （一級）              | 熱帶氣旋 （一級）              | 熱帶風暴                       | 熱帶風暴                       | 熱帶風暴                       | 熱帶風暴                       |
| 9        | 41–47                |                   | 氣旋風暴                       | 中度熱帶風暴                   | 熱帶氣旋 （一級）              | 熱帶氣旋 （一級）              | 熱帶風暴                       | 熱帶風暴                       | 熱帶風暴                       | 熱帶風暴                       |
| 10       | 48–55                |                   | 強烈氣旋風暴                   | 强烈热带风暴                   | 熱帶氣旋 （二級）              | 熱帶氣旋 （二級）              | 强烈热带风暴                   | 熱帶風暴                       | 熱帶風暴                       | 熱帶風暴                       |
| 11       | 56–63                |                   | 強烈氣旋風暴                   | 强烈热带风暴                   | 熱帶氣旋 （二級）              | 熱帶氣旋 （二級）              | 强烈热带风暴                   | 熱帶風暴                       | 熱帶風暴                       | 熱帶風暴                       |
| 12       | 64–72                |                   | 特強氣旋風暴                   | 熱帶氣旋                       | 熱帶氣旋 （三級）              | 熱帶氣旋 （三級）              | 颱風                           | 颱風                           | 颶風 （一級）                  | 颶風 （一級）                  |
| 13       | 73–85                | 颶風 （二級）     | 特強氣旋風暴                   | 熱帶氣旋                       | 熱帶氣旋 （三級）              | 熱帶氣旋 （三級）              | 颱風                           | 颱風                           | 颶風 （二級）                  |                                |
| 14       | 86–89                | 熱帶氣旋 （四級） | 特強氣旋風暴                   | 熱帶氣旋                       | 熱帶氣旋 （四級）              | 強烈颶風 （三級）              | 颱風                           | 颱風                           | 強烈颶風 （三級）              |                                |
| 15       | 90–99                | 熱帶氣旋 （四級） | 特強氣旋風暴                   | 強烈熱帶氣旋                   | 熱帶氣旋 （四級）              | 強烈颶風 （三級）              | 颱風                           | 颱風                           | 強烈颶風 （三級）              |                                |
| 16       | 100–106              | 熱帶氣旋 （四級） | 特強氣旋風暴                   | 強烈熱帶氣旋                   | 熱帶氣旋 （四級）              | 強烈颶風 （四級）              | 颱風                           | 颱風                           | 強烈颶風 （四級）              |                                |
| 17       | 107–114              | 熱帶氣旋 （五級） | 特強氣旋風暴                   | 強烈熱帶氣旋                   | 熱帶氣旋 （五級）              | 強烈颶風 （四級）              | 颱風                           | 颱風                           | 強烈颶風 （四級）              |                                |
| 17       | 115–119              | 熱帶氣旋 （五級） | 特強氣旋風暴                   | 特強熱帶氣旋                   | 熱帶氣旋 （五級）              | 強烈颶風 （四級）              | 颱風                           | 超級颱風                       | 強烈颶風 （四級）              |                                |
| 17       | >120                 | 熱帶氣旋 （五級） | 超級氣旋風暴                   | 特強熱帶氣旋                   | 熱帶氣旋 （五級）              | 強烈颶風 （五級）              | 颱風                           | 超級颱風                       | 強烈颶風 （五級）              |                                |

#### 改良藤田級數
改良藤田級數用作分類龍捲風強度等級，在2007年改良自藤田級數，現一般作為加拿大、美國等地的龍捲風強度等級系統。級別如下：
| 級數 | 風速（估計） | 風速（估計） | 風速（估計） | 相对发生频率 | 潜在损害 | 潜在损害        |
| 級數 | 英里每小時   | 千米每小時   | 米每秒       | 相对发生频率 | 潜在损害 | 潜在损害        |
| EF0  | 65–85        | 105–137      | 29–37        | 53.5%        | 轻微损坏程度。 屋顶和壁板被破坏。树枝被折断，树根下沉，这个类分为龙卷风无损伤报告确认。 | EF0级别受灾例子 |
| EF1  | 86–110       | 138–178      | 38–49        | 31.6%        | 中等损害程度。 屋顶被掀飞，房车损坏或掀倒。入户门被吹走，窗户玻璃破碎。 | EF1级别受灾例子 |
| EF2  | 111–135      | 179–218      | 50–61        | 10.7%        | 可观的损害程度。 结构较稳定房子的房顶和墙壁也被破坏，木造房屋地基开始移动，移动住宅被完全破坏，树木从根部被折倒。 | EF2级别受灾例子 |
| EF3  | 136–165      | 219–266      | 62-74        | 3.4%         | 严重损害程度。 即使结构稳定房子的大部分结构被破坏，商店等比较大的建筑物也遭受严重的损害。列车翻车，被吹跑的树木会从天而降，笨重的车也会脱离地面。地基较差的房屋会被掀起，吹到较远的地方去。 | EF3级别受灾例子 |
| EF4  | 166–200      | 267–322      | 75–89        | 0.7%         | 极端的损害程度。 结构稳定和所有的木造房屋完全被破坏。车是像小型导弹一样被吹飞。 | EF4级别受灾例子 |
| EF5  | >200         | >322         | >90          | <0.1%        | 无法想象的、极其剧烈的损害程度。 极为坚固的建筑物也从地基被摧毁，汽车大小的物体像导弹一样被掀至100米的高空，钢筋混凝土制造的建筑物也遭受到严重的损害，高层建筑的结构会遭受很大的变形。 自2007年2月1日以来，截止于2013年5月底为止，这一阶级的龙卷风全美有10例被确认。造成最大损失的是在2011年5月24日密苏里州乔普林观测到的该级别的龙卷风，造成158人死亡。最近的，2013年5月俄克拉荷马州的首府俄克拉荷马城近郊被该级别的龙卷风袭击，24人死亡。 | EF5级别受灾例子 |

### 测量
风向标被用来指示风向。在机场，風向袋被用来指示风向，它被吹拂的角度也被用来指示风速大小。风速一般用风速计来测量，最常用的有转杯式和螺旋桨式。当需要频繁测量风速时（比如研究应用），可以利用超声波信号的传播速度或对加热电线的电阻的通风效应来测量风。另外一种类型的风速计是利用皮托管来测量。皮托管的外管被暴露在风中测量动态压力，通过外管和内管之间的压力差可以计算出风速来。 
全球范围内，各地的离地面10（33英尺）高处的风的测量记录被平均每10分钟报告一次。美国对热带气旋实行每1分钟报告一次风的记录，以及平均每2分钟 作一次天气观测。印度一般平均每3分钟报告一次风的记录。知道采样风的平均时间是很重要的，因为1分钟持续风的平均风速一般要比10分钟持续风的平均风速大14%。突然暴发的高速风被定义为阵风。阵风风速的一种技术上的定义为：超过10分钟间隔内测得的最小风速的最大风速差值，单位为 10節（19每小時）。飑是指风速超过某一临界值的两倍，并且持续至少一分钟的狂风。
对于高空的风，可以利用无线电探空仪上的GPS，无线电导航，或用雷达追踪探空仪等方式来测量风速。还有一种方法是，使用经纬仪从地面肉眼追踪搭载探空仪的气象气球。可以用来探测风的遥感技术有声雷达，多普勒激光雷达和多普勒雷达。辐射计和雷达可以被搭载在飞机和太空来测量海洋的粗糙度。海洋表面的风速可以通过海洋粗糙度来估计。通过计算地球同步卫星图像中云移动的距离也可以估算出风速。風工程是研究风对建筑环境（包括建筑，桥梁和其它人造建筑）的效应的。

## 類型

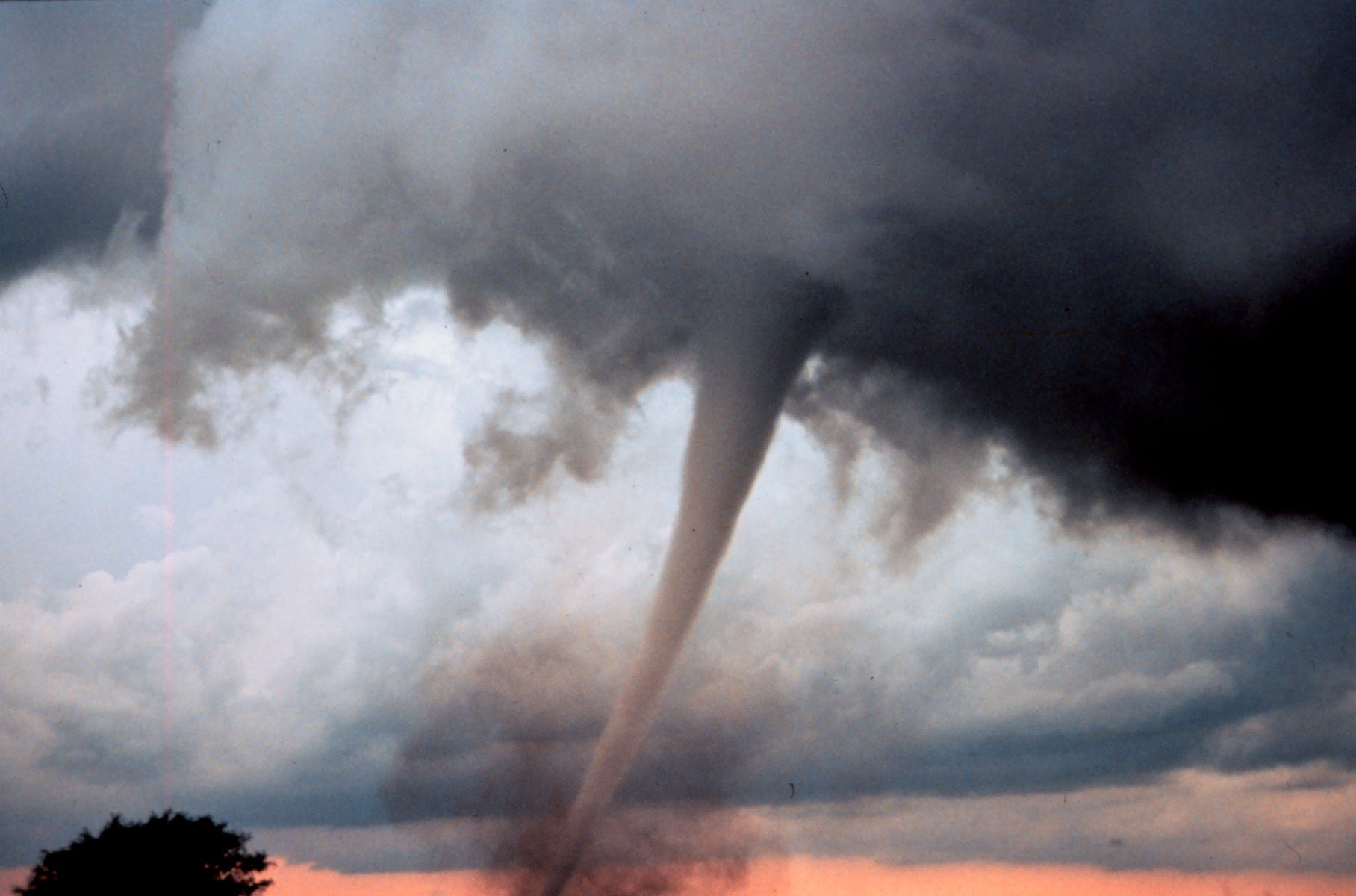
一个锢囚的中尺度气旋龙卷风（俄克拉何马州，1999年5月）

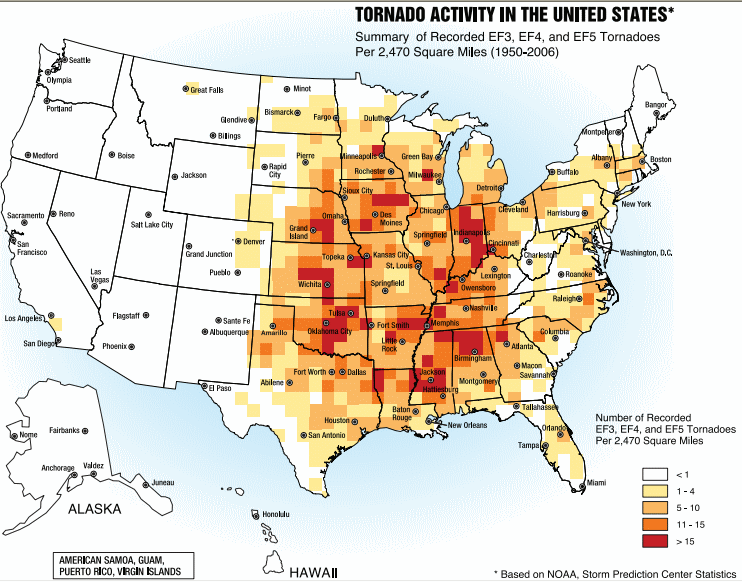
美国龙卷风走廊

### 龙卷风
龙卷风由快速旋轉並造成直立中空管狀的气流形成，一般都呈上大下小的漏斗状。超級單體雷暴(Supercell storms)有30%可能性會產生龍捲風。龙卷风内部冷空气下降，外部热空气上升。

### 季候風
季候风（又称季风）是周期性的风，随着季节变化，并且盛行风向季节切变达120度以上。主要发生在亚洲（东亚地区）、西非几内亚和澳大利亚的北部沿海地带等地。

### 气旋
气旋（cyclone）是指大气中水平气流旋转形成的大型涡旋，北半球逆时针，南半球顺时针。在同高度上，气旋中心的气压比四周低，又称低压。热带气旋是发生在热带、亚热带地区海面上的气旋性环流。

## 全球气候学

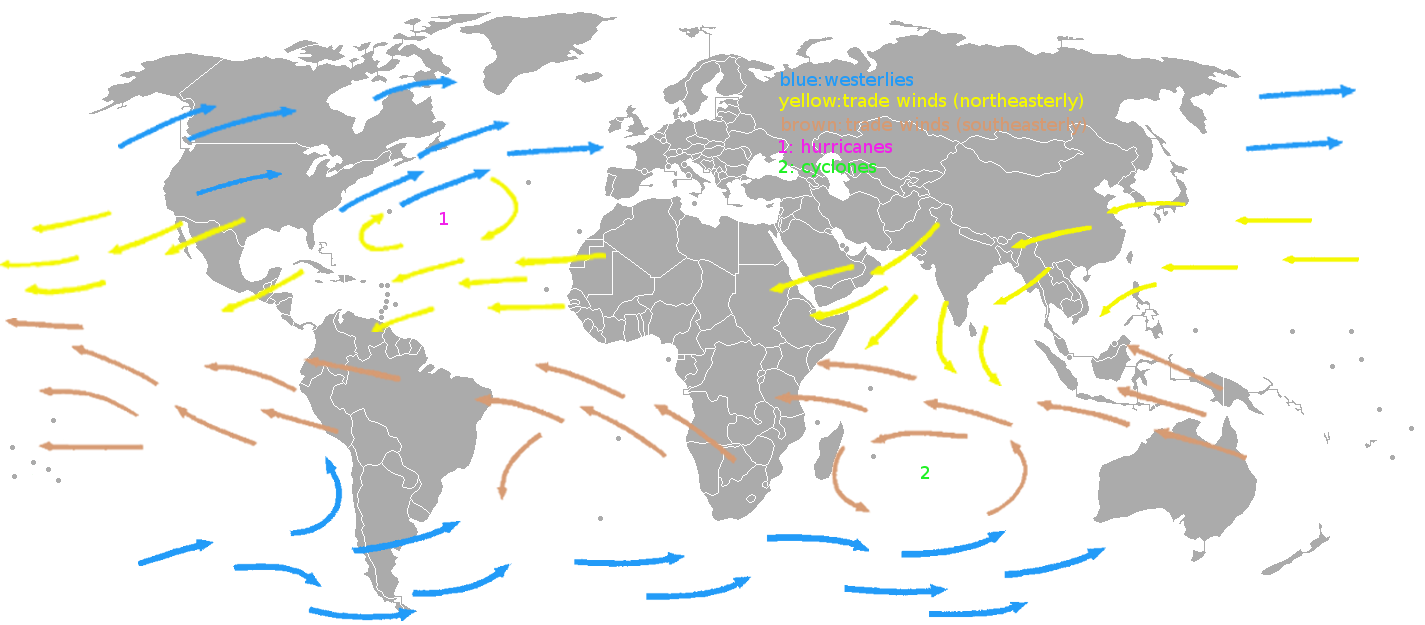
西风带和贸易风

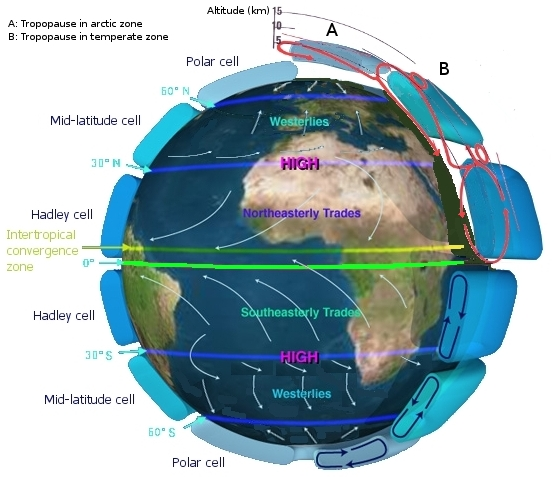
风作为地球大气环流的一部分

平均而言，东风在吹过极地的风中占主要部分。西风则在地球的中纬度地区占主要。副熱帶高壓脊地区的风大多来自极地方向，赤道地区又是多为东风。
紧接着副熱帶高壓脊之下的是赤道无风带，或是马纬度（即副热带无风带）。这些地区风速很小。地球上很多沙漠都是排列在副熱帶高壓脊的平均纬度上，这里空气的下沉使得空气的相对湿度减小。地球上最强的风是在中纬度地区，寒冷的极地气团与温暖的热带气团在这里相遇。

## 风的应用

### 历史
基本上，關於風的應用早在西元前即有史料記載，其中較為人知的為人們利用風力去提水，並到宋代時發展達到頂峰，並於文藝復興時期之後傳入歐洲，在荷蘭等地勢較低漥的國家相當興盛，通常用途為農事方面。而十八世紀中葉後，英國人瓦特發明蒸汽機後，進入工業時代，而因此使得風的應用在此之後漸漸沒落，但到了二十世紀的1973年爆發石油危機以來，國際社會開始意識到能源的有限性以及生態上的浩劫下；因此，為了保護環境，風的相關應用開始受到各國重視，時至今日仍持續的發展當中，其中又以歐洲地區對於風的發展最為發達。

### 运输
海運方面，在帆船時代風對航海是極度重要的動力源，信風的運用為地理大发现帶來極大的助力，直到蒸汽船普及後才失去其重要性，但強風對小船的航行仍帶來不少危險性，且強風亦會增強海浪危害航行安全，因此迴避風帶來的危險仍是航海的重點，大型船隻也要迴避龍捲風與颱風等強烈氣旋。
空運方面，逆風有助於航空器起降，特別是固定翼飛機，而側風對起降則最不利，因此多數機場的跑道盡可能與盛行風向平行以降低遇上側風的機率，航空母舰在要進行起降作業時也多半會逆風航行亦此原因。飛機航行中風亦是重要的危險因素，與行進方向不平行的風容易引發亂流造成飛安問題，因此機身設計必須重視減少風干擾保持平衡，長途飛機則多半會飛到平流层巡航亦為減少对流层的垂直風影響。
陸運方面，一些空曠平原或河面常會有強風吹拂，因此這些路段或橋梁會加設擋風板增加行車安全，特別是鐵路，一旦因強風造成出軌必成重大事故。車輛本身較少受自然風影響，但高速行駛下產生的相對風便很重要，車身外型是主要的風阻來源，採用流线型的設計可降低風阻係數，提高最高車速並降低油耗，重視性能的跑车與賽車還會要求利用相對風在高速行駛時產生下壓力（即與飛機的機翼相反的概念），藉此確保高速行駛輪胎的抓地力。風對車輛的散熱也極為重要，引擎、煞車與輪胎等容易產生高溫的部件非常需要仰賴風散熱。

### 能源

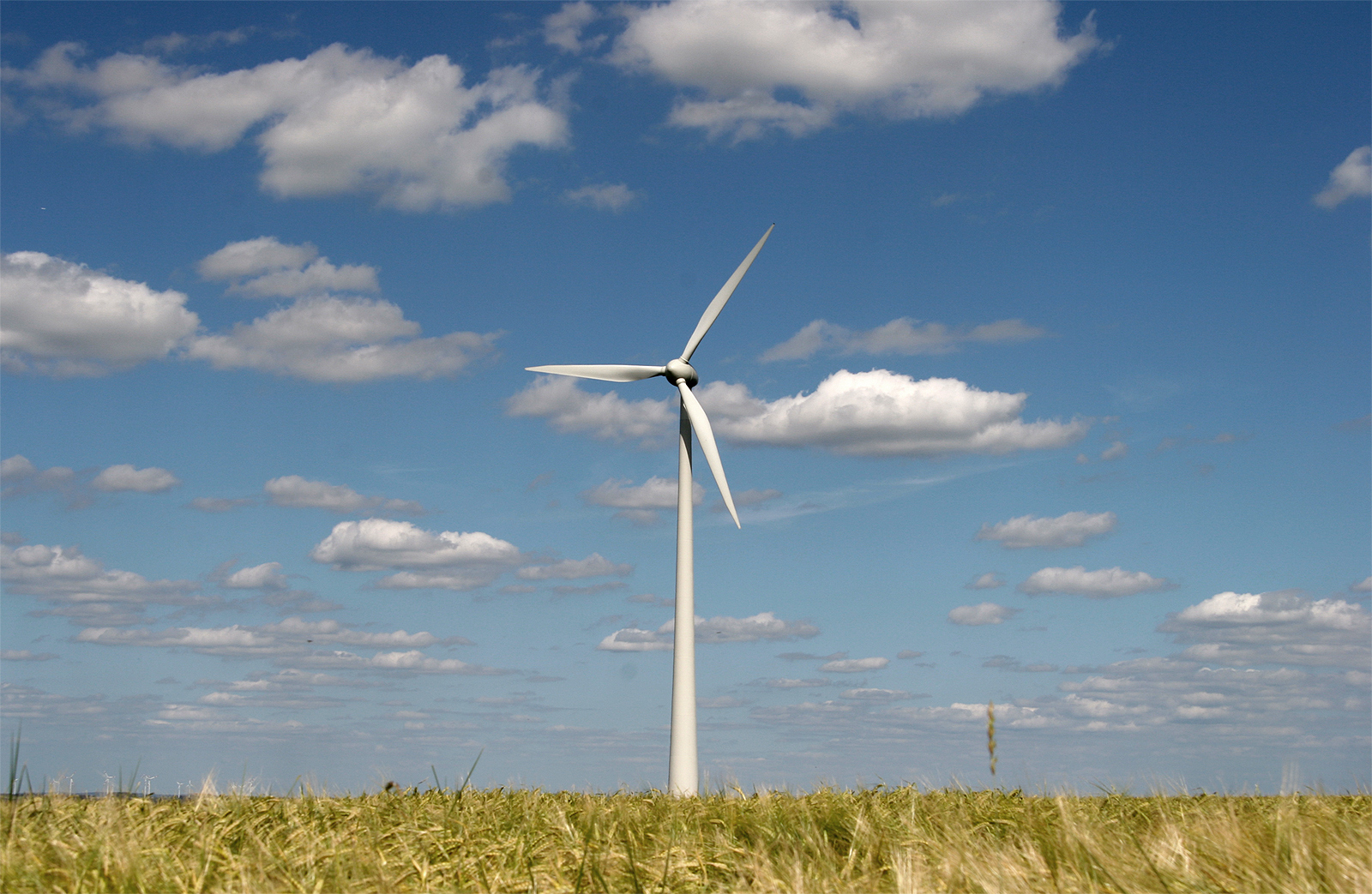
一座在草原上的風力發電機

風能是因空氣流做功而提供給人類的一種可利用的能量。空氣流具有的動能稱風能。空氣流速越高，動能越大。人們可以用風車把風的動能轉化為旋轉的動作去推動發電機，以產生電力，方法是透過傳動軸，將轉子（由以空氣動力推動的扇葉組成）的旋轉動力傳送至發電機。到2008年為止，全世界以風力產生的電力約有 94.1 百萬千瓦，供應的電力已超過全世界用量的1%。風能雖然對大多數國家而言還不是主要的能源，但在1999年到2005年之間已經成長了四倍以上。

### 娱乐
許多娛樂活動都和風有關，像是懸掛式滑翔、乘热气球、放风筝、風箏衝浪、滑翔傘、帆船航行、滑浪風帆、開滑翔机等。
以滑翔机為例，地面上方的风速梯度會影響滑翔机的起飛及降落階段，风速梯度會產生一種稱為地面发射（ground launch）的效果，但若风速梯度很大，或是有突然的變化，而飞行员保持相同的俯仰姿态，指示空速会增加，可能超过最大速度，因此飞行员需調整俯仰姿态來處理风速梯度的影響。

## 自然界中的角色

### 风侵蚀
風吹襲時，會大量夾帶走地表或岩壁上的微小物質，造成地形上的變化。
風會利用夾帶的沙粒等堅硬物質做為工具，對沿途的岩石進行撞擊與磨損，造出各種奇特的地形。如台灣野柳地質公園的女王頭。

### 沙尘暴/沙漠化
沙塵暴:為風接觸到地面不平的突起產生亂流，並夾帶沙塵，產生移動。
沙漠化:風大、乾旱的地區遭到過量的耕種與畜牧，導致土地枯渴，成為不適合大部分植物生存的沙漠。

### 对植物的影响
蒲公英、山菊、紅檜等植物利用風力傳播自身的種子。
當長期接受到風的影響，植物有時發生枝幹彎曲；風的強度大時，甚至被連根拔起或是斷裂。

### 对动物的影响
當風對著動物吹襲時，若風力太強，會影響到動物的行動能力，有可能會造成減緩，或者是不平衡等，導致動物自身身體的損害。
適度的風有助於鳥類飛行，特別是需要長途遷徙的候鳥，風的助力十分重要，一旦風力過弱或吹逆風，便會增加耗損的體力，可能增加遷徙途中的死亡率。
風有助於動物散熱，在沒風、沒水且日照過量的地方，多數動物皆很容易引發中暑的危險。
風會影響體感溫度，長時間被異於體溫的風吹拂很容易引發疾病，沒有毛皮的人類長期被冷風吹很容易引起感冒。一些靠空氣或飛沫傳染的病原体也會利用風擴大傳染範圍。

## 外层空间

### 行星风
行星风也稱為大气逃逸，是指星球大气层中因著上層的流體動壓，使著一些較輕的分子（像氫氣）移動外氣層底（就是外氣層的底層），當其速度到達終端速度時，就在不影響其他氣體粒子的情形下進入外太空的情形。隨著地質年代的變化，此過程可能會使得像地球一様豐含水的行星，會變成類似金星一様的星球。若行星大氣下層的溫度較高，也會加速氫的流失。

### 太阳风
太陽風是從恆星上層大氣射出的超高速電漿（帶電粒子）流。在不是太陽的情況下，這種帶電粒子流也常稱爲「恆星風」。
太陽風一詞是在1950年代被尤金·派克提出。但是直到1960年代才證實了它的存在。長期觀測發現，當太陽存在冕洞時，地球附近就能觀測到高速的太陽風。因此天文學家認為高速太陽風的產生與冕洞有密切的關係。太陽表面的磁場及電漿活動對地球有很重要的影響。當太陽發生強烈的活動時，大量的帶電粒子隨著太陽風吹向地球的兩極，就會在兩極的電離層引發美麗的極光。
在太陽的日冕層的高溫（幾百萬開氏度）下，氫、氦等原子已經被電離成帶正電的質子、氦原子核和帶負電的自由電子等。這些帶電粒子運動速度極快，以致不斷有帶電的粒子掙脫太陽的重力束縛，射向太陽的外圍，形成太陽風。 太陽風的速度一般在200-800km/s。 一般認為在太陽極小期，從太陽的磁場極地附近吹出的是高速太陽風，從太陽的磁場赤道附近吹出的是低速太陽風。太陽的磁場的活動性是會變化的，週期大約為11年。

## 文化

### 詩詞
- 唐代詩人杜甫有《茅屋為秋風所破歌》一詩。
- 唐代詩人白居易有「野火燒不盡，春風吹又生。」一句詩。
- 宋代詞人晏殊有《踏莎行·小徑紅稀》一詞，裏面有「春風不解禁楊花，濛濛亂撲行人面。 」一句。
- 朱熹有「等閒識得東風面，萬紫千紅總是春。」一句詩。

### 文章
- 香港作家也斯有《在風中》一文[25]。

## 延伸阅读
[在维基数据编辑]
 《欽定古今圖書集成·曆象彙編·乾象典·風部》，出自陈梦雷《古今圖書集成》

## 外部連結
- 大风预警信号等级划分 - 中国气象局>专题报道
- 描述风力的常用术语(文字版本) - 香港天文台
- 描述风力的常用术语(表格) - 香港天文台
- 世界气象组织 （页面存档备份，存于）
- 蒲福氏风级表之地面状态 与 海面状态 比较 - 香港天文台(表格)
- 气象常用术语 - 美国气象局
- 風蝕地形 - 台灣教育部數位教學資源入口